# Wapen van Hoedekenskerke

Wapen van Hoedekenskerke

Het wapen van Hoedekenskerke werd op 31 juli 1817 bevestigd door de Hoge Raad van Adel aan de Zeeuwse gemeente Hoedekenskerke. Per 1970 ging Hoedekenskerke op in de gemeente Borsele. Het wapen van Hoedekenskerke is daardoor definitief komen te vervallen als gemeentewapen.

## Blazoenering
De blazoenering van het wapen luidde als volgt:
In zilver 9 hermelijnstaartjes, geplaatst 5 en 4, en een schildhoofd van keel, beladen met 3 hoeden van goud.
De heraldische kleuren zijn zilver (wit), keel (rood) en goud (goud of geel). In het register van de Hoge Raad van Adel zelf wordt geen beschrijving gegeven, wel een afbeelding. Opmerkelijk is dat op de registertekening van de Hoge Raad van Adel, de hermelijnstaartjes hoeddragend zijn..

## Verklaring
Het gemeentewapen van Hoedekenskerke vormde eerder het wapen van heerlijkheid Hoedekenskerke. Het wapen wordt ook in de Nieuwe Cronijk van Zeeland van Smallegange eind 17e eeuw vermeld. De hoeden in het schildhoofd zijn een vorm van sprekend element. Zonder de hoeden in het schildhoofd is het wapen identiek aan het wapen van het geslacht de Vriese van Oostende, die van 1250 tot 1568 ruim 300 jaar ambachtsheren van Oostende, Vinningen en Hoedekenskerke zijn geweest.

## Opnieuw in gebruik
Het gemeentewapen van Hoedekenskerke wordt tegenwoordig als dorpswapen gebruikt door verschillende stichtingen binnen het dorp. Op dit moment wordt het wapen gebruikt door de dorpsraad Hoedekenskerke en het dorpshuis (voormalig gemeentehuis). In de gevel van het dorpshuis zit een ornament met het wapen van Hoedekenskerke.

## Verwant wapen
Onderstaand wapen is verwant aan dat van Hoedekenskerke:

Het wapen van Yerseke